# Notazione algebrica

Notazione algebrica.

La notazione algebrica è il metodo usato dalla maggior parte dei giocatori, delle organizzazioni, delle riviste e dei libri di scacchi per registrare e descrivere le partite; è l'unico sistema ammesso dalla FIDE per la registrazione delle mosse da parte dei giocatori. Viene usata anche per registrare le partite in formato elettronico, all'interno della notazione Portable Game.
Ha sostituito la notazione descrittiva.

## Descrizione

### Case e pezzi

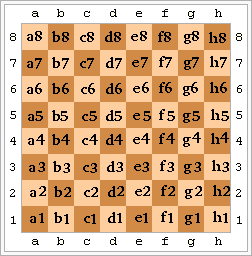
Le case della scacchiera come identificate dalla notazione algebrica.

Nella notazione algebrica, ogni casa è identificata univocamente da una lettera da a ad h e da un numero da 1 ad 8: la lettera indica la colonna (la colonna a è, dal punto di vista del Bianco, la più a sinistra, la h quella più a destra) e il numero la traversa (dal basso verso l'alto, dal punto di vista del Bianco). Di conseguenza, la prima casa in basso a sinistra è a1 mentre l'ultima casa in alto a destra è h8.
Ogni pezzo (tranne i pedoni) è identificato da una lettera maiuscola, solitamente la prima lettera del nome del pezzo nella lingua dei giocatori: in italiano, quindi, il re è indicato con la R, la donna con la D, la torre con la T, l'alfiere con la A e il cavallo con la C. In alcune lingue è necessario cambiare leggermente questa convenzione per evitare ambiguità: ad esempio, il cavallo in inglese è indicato con N, perché la K (iniziale di Knight) indica il re (King). Nelle pubblicazioni a stampa, per favorire la lettura delle mosse indipendentemente dalla lingua, sono spesso usati dei simboli speciali. (vedi tabella).

### Mosse
|   | a | b | c | d | e | f | g | h |   |
| 8 | a8 cavallo del nero · c7 croce nera · a6 cavallo del nero · f4 croce nera · e2 cavallo del bianco · g2 cavallo del bianco | a8 cavallo del nero · c7 croce nera · a6 cavallo del nero · f4 croce nera · e2 cavallo del bianco · g2 cavallo del bianco | a8 cavallo del nero · c7 croce nera · a6 cavallo del nero · f4 croce nera · e2 cavallo del bianco · g2 cavallo del bianco | a8 cavallo del nero · c7 croce nera · a6 cavallo del nero · f4 croce nera · e2 cavallo del bianco · g2 cavallo del bianco | a8 cavallo del nero · c7 croce nera · a6 cavallo del nero · f4 croce nera · e2 cavallo del bianco · g2 cavallo del bianco | a8 cavallo del nero · c7 croce nera · a6 cavallo del nero · f4 croce nera · e2 cavallo del bianco · g2 cavallo del bianco | a8 cavallo del nero · c7 croce nera · a6 cavallo del nero · f4 croce nera · e2 cavallo del bianco · g2 cavallo del bianco | a8 cavallo del nero · c7 croce nera · a6 cavallo del nero · f4 croce nera · e2 cavallo del bianco · g2 cavallo del bianco | 8 |
| 7 | a8 cavallo del nero · c7 croce nera · a6 cavallo del nero · f4 croce nera · e2 cavallo del bianco · g2 cavallo del bianco | a8 cavallo del nero · c7 croce nera · a6 cavallo del nero · f4 croce nera · e2 cavallo del bianco · g2 cavallo del bianco | a8 cavallo del nero · c7 croce nera · a6 cavallo del nero · f4 croce nera · e2 cavallo del bianco · g2 cavallo del bianco | a8 cavallo del nero · c7 croce nera · a6 cavallo del nero · f4 croce nera · e2 cavallo del bianco · g2 cavallo del bianco | a8 cavallo del nero · c7 croce nera · a6 cavallo del nero · f4 croce nera · e2 cavallo del bianco · g2 cavallo del bianco | a8 cavallo del nero · c7 croce nera · a6 cavallo del nero · f4 croce nera · e2 cavallo del bianco · g2 cavallo del bianco | a8 cavallo del nero · c7 croce nera · a6 cavallo del nero · f4 croce nera · e2 cavallo del bianco · g2 cavallo del bianco | a8 cavallo del nero · c7 croce nera · a6 cavallo del nero · f4 croce nera · e2 cavallo del bianco · g2 cavallo del bianco | 7 |
| 6 | a8 cavallo del nero · c7 croce nera · a6 cavallo del nero · f4 croce nera · e2 cavallo del bianco · g2 cavallo del bianco | a8 cavallo del nero · c7 croce nera · a6 cavallo del nero · f4 croce nera · e2 cavallo del bianco · g2 cavallo del bianco | a8 cavallo del nero · c7 croce nera · a6 cavallo del nero · f4 croce nera · e2 cavallo del bianco · g2 cavallo del bianco | a8 cavallo del nero · c7 croce nera · a6 cavallo del nero · f4 croce nera · e2 cavallo del bianco · g2 cavallo del bianco | a8 cavallo del nero · c7 croce nera · a6 cavallo del nero · f4 croce nera · e2 cavallo del bianco · g2 cavallo del bianco | a8 cavallo del nero · c7 croce nera · a6 cavallo del nero · f4 croce nera · e2 cavallo del bianco · g2 cavallo del bianco | a8 cavallo del nero · c7 croce nera · a6 cavallo del nero · f4 croce nera · e2 cavallo del bianco · g2 cavallo del bianco | a8 cavallo del nero · c7 croce nera · a6 cavallo del nero · f4 croce nera · e2 cavallo del bianco · g2 cavallo del bianco | 6 |
| 5 | a8 cavallo del nero · c7 croce nera · a6 cavallo del nero · f4 croce nera · e2 cavallo del bianco · g2 cavallo del bianco | a8 cavallo del nero · c7 croce nera · a6 cavallo del nero · f4 croce nera · e2 cavallo del bianco · g2 cavallo del bianco | a8 cavallo del nero · c7 croce nera · a6 cavallo del nero · f4 croce nera · e2 cavallo del bianco · g2 cavallo del bianco | a8 cavallo del nero · c7 croce nera · a6 cavallo del nero · f4 croce nera · e2 cavallo del bianco · g2 cavallo del bianco | a8 cavallo del nero · c7 croce nera · a6 cavallo del nero · f4 croce nera · e2 cavallo del bianco · g2 cavallo del bianco | a8 cavallo del nero · c7 croce nera · a6 cavallo del nero · f4 croce nera · e2 cavallo del bianco · g2 cavallo del bianco | a8 cavallo del nero · c7 croce nera · a6 cavallo del nero · f4 croce nera · e2 cavallo del bianco · g2 cavallo del bianco | a8 cavallo del nero · c7 croce nera · a6 cavallo del nero · f4 croce nera · e2 cavallo del bianco · g2 cavallo del bianco | 5 |
| 4 | a8 cavallo del nero · c7 croce nera · a6 cavallo del nero · f4 croce nera · e2 cavallo del bianco · g2 cavallo del bianco | a8 cavallo del nero · c7 croce nera · a6 cavallo del nero · f4 croce nera · e2 cavallo del bianco · g2 cavallo del bianco | a8 cavallo del nero · c7 croce nera · a6 cavallo del nero · f4 croce nera · e2 cavallo del bianco · g2 cavallo del bianco | a8 cavallo del nero · c7 croce nera · a6 cavallo del nero · f4 croce nera · e2 cavallo del bianco · g2 cavallo del bianco | a8 cavallo del nero · c7 croce nera · a6 cavallo del nero · f4 croce nera · e2 cavallo del bianco · g2 cavallo del bianco | a8 cavallo del nero · c7 croce nera · a6 cavallo del nero · f4 croce nera · e2 cavallo del bianco · g2 cavallo del bianco | a8 cavallo del nero · c7 croce nera · a6 cavallo del nero · f4 croce nera · e2 cavallo del bianco · g2 cavallo del bianco | a8 cavallo del nero · c7 croce nera · a6 cavallo del nero · f4 croce nera · e2 cavallo del bianco · g2 cavallo del bianco | 4 |
| 3 | a8 cavallo del nero · c7 croce nera · a6 cavallo del nero · f4 croce nera · e2 cavallo del bianco · g2 cavallo del bianco | a8 cavallo del nero · c7 croce nera · a6 cavallo del nero · f4 croce nera · e2 cavallo del bianco · g2 cavallo del bianco | a8 cavallo del nero · c7 croce nera · a6 cavallo del nero · f4 croce nera · e2 cavallo del bianco · g2 cavallo del bianco | a8 cavallo del nero · c7 croce nera · a6 cavallo del nero · f4 croce nera · e2 cavallo del bianco · g2 cavallo del bianco | a8 cavallo del nero · c7 croce nera · a6 cavallo del nero · f4 croce nera · e2 cavallo del bianco · g2 cavallo del bianco | a8 cavallo del nero · c7 croce nera · a6 cavallo del nero · f4 croce nera · e2 cavallo del bianco · g2 cavallo del bianco | a8 cavallo del nero · c7 croce nera · a6 cavallo del nero · f4 croce nera · e2 cavallo del bianco · g2 cavallo del bianco | a8 cavallo del nero · c7 croce nera · a6 cavallo del nero · f4 croce nera · e2 cavallo del bianco · g2 cavallo del bianco | 3 |
| 2 | a8 cavallo del nero · c7 croce nera · a6 cavallo del nero · f4 croce nera · e2 cavallo del bianco · g2 cavallo del bianco | a8 cavallo del nero · c7 croce nera · a6 cavallo del nero · f4 croce nera · e2 cavallo del bianco · g2 cavallo del bianco | a8 cavallo del nero · c7 croce nera · a6 cavallo del nero · f4 croce nera · e2 cavallo del bianco · g2 cavallo del bianco | a8 cavallo del nero · c7 croce nera · a6 cavallo del nero · f4 croce nera · e2 cavallo del bianco · g2 cavallo del bianco | a8 cavallo del nero · c7 croce nera · a6 cavallo del nero · f4 croce nera · e2 cavallo del bianco · g2 cavallo del bianco | a8 cavallo del nero · c7 croce nera · a6 cavallo del nero · f4 croce nera · e2 cavallo del bianco · g2 cavallo del bianco | a8 cavallo del nero · c7 croce nera · a6 cavallo del nero · f4 croce nera · e2 cavallo del bianco · g2 cavallo del bianco | a8 cavallo del nero · c7 croce nera · a6 cavallo del nero · f4 croce nera · e2 cavallo del bianco · g2 cavallo del bianco | 2 |
| 1 | a8 cavallo del nero · c7 croce nera · a6 cavallo del nero · f4 croce nera · e2 cavallo del bianco · g2 cavallo del bianco | a8 cavallo del nero · c7 croce nera · a6 cavallo del nero · f4 croce nera · e2 cavallo del bianco · g2 cavallo del bianco | a8 cavallo del nero · c7 croce nera · a6 cavallo del nero · f4 croce nera · e2 cavallo del bianco · g2 cavallo del bianco | a8 cavallo del nero · c7 croce nera · a6 cavallo del nero · f4 croce nera · e2 cavallo del bianco · g2 cavallo del bianco | a8 cavallo del nero · c7 croce nera · a6 cavallo del nero · f4 croce nera · e2 cavallo del bianco · g2 cavallo del bianco | a8 cavallo del nero · c7 croce nera · a6 cavallo del nero · f4 croce nera · e2 cavallo del bianco · g2 cavallo del bianco | a8 cavallo del nero · c7 croce nera · a6 cavallo del nero · f4 croce nera · e2 cavallo del bianco · g2 cavallo del bianco | a8 cavallo del nero · c7 croce nera · a6 cavallo del nero · f4 croce nera · e2 cavallo del bianco · g2 cavallo del bianco | 1 |
|   | a | b | c | d | e | f | g | h |   |

Per indicare una mossa, la notazione algebrica prevede l'indicazione dell'iniziale del pezzo (tranne nel caso dei pedoni) e della casa di arrivo; ad esempio, Ac4 indica un alfiere che muove nella casa c4, mentre e4 indica che un pedone muove in e4. Se due pezzi dello stesso tipo possono raggiungere la stessa casa, si inserisce prima della casa di arrivo la traversa o la colonna di partenza del pezzo, in modo da evitare ambiguità: ad esempio, se due cavalli sono in e2 e in g2, e la mossa prevede che uno dei due si sposti in f4, si scriverà Cef4 oppure Cgf4, mentre, se i cavalli sono in a8 e in a6 e uno dei due muove in c7, si scriverà C8c7 oppure C6c7. È possibile evitare le ambiguità anche ricorrendo alla notazione algebrica lunga, ovvero indicando (per ogni mossa) sia la casa di partenza che la casa di arrivo, separate da un trattino: ad esempio Cg1-f3 indica un cavallo che muove da g1 ad f3.
Quando un pezzo effettua una cattura, si inserisce una x tra l'iniziale del nome e la casa di destinazione: ad esempio Axe5 indica che un alfiere ha catturato in e5, mentre Cexf3 indica che il cavallo della colonna e cattura in f3. Nel caso dei pedoni si indica la colonna di partenza al posto dell'iniziale del nome del pezzo: dxe5 indica che il pedone della colonna d cattura in e5. Talvolta vengono usati i due punti (:) invece della x, ad esempio A:e5. In caso di presa en passant si indica la casa di arrivo del pedone che cattura, non quella del pedone catturato; inoltre si può far seguire la dicitura e.p.: quindi cxb6 e.p. significa che il pedone della colonna c cattura en passant in b6. Nella notazione lunga, la x sostituisce il trattino (ad esempio Ae2xg4).
La promozione di un pedone viene indicata apponendo l'iniziale del pezzo scelto dopo la mossa: ad esempio a8D indica che un pedone raggiunge la casa a8 e viene promosso a donna. A volte si interpone il segno d'uguale (a8=D).
L'arrocco corto viene indicato con 0-0 e l'arrocco lungo con 0-0-0, usando il numero 0 e non la lettera O maiuscola. In alternativa, specialmente nei programmi, può essere indicato con la mossa del Re: (ad esempio, se il re non ha ancora mosso, Rg1 indica l'arrocco corto) Questa dicitura non viene però accettata nella notazione algebrica ridotta, ma solo in quella completa.
Lo scacco viene indicato con un + (ad esempio Axf7+) e lo scacco matto con # o con ++ (sebbene quest'ultima notazione sia a volte usata per lo scacco doppio). Al termine della partita si aggiunge l'indicazione del risultato: 1-0 in caso di vittoria del Bianco, 0-1 in caso di vittoria del Nero, ½-½ (o 0,5-0,5 o anche solo ,5-,5) se la partita è terminata patta.

### Serie di mosse
Nel caso di una serie di mosse (come, ad esempio, una partita) ogni mossa del Bianco è preceduta da un numero progressivo: ad esempio 1.e4 e5 2.Cf3 Cc6 3.d4; a volte, per chiarezza, ogni coppia di semimosse occupa una riga a parte:
1.e4 e5
2.Cf3 Cc6
3.d4
Se la prima mossa di una sequenza è del Nero si aggiungono tre punti di sospensione prima della mossa (ad esempio 1...Ab3).

## Commenti
La notazione consente di esprimere, dopo una mossa, dei commenti, attraverso dei simboli; alcuni dei più frequenti sono:
- valutazione della posizione:
  - = , ≈ la posizione è pari
  - ⩲ , +/= il bianco è in posizione migliore
  - ⩱ , =/+ il nero è in posizione migliore
  - ± , +/- il bianco è in vantaggio
  - ∓ , -/+ il nero è in vantaggio
  - +- il bianco sta vincendo
  - -+ il nero sta vincendo
  - ∞ la posizione non è chiara
  - ∞/= , =/∞ compensazione per svantaggio di materiale
- valutazione della mossa:
  -  ! mossa forte
  -  !! mossa molto forte
  -  ? errore
  -  ?? errore grave
  -  !? mossa interessante, forse non la migliore
  -  ?! mossa dubbia, ma non necessariamente sbagliata
  - □ zugzwang (mossa forzata)
  - + scacco
  - #, ++ scacco matto
- commenti strategici
  - ○ spazio
  - ↑ iniziativa
  - ↑↑ , ↻ sviluppo
  - → attacco
  - ⇄ contrattacco
  - Δ con l'idea di:
  - ∇ pensata contro:

## Notazione dei pezzi nelle varie lingue
|                     | Re      | Donna | Torre | Alfiere | Cavallo |
| ------------------- | ------- | ----- | ----- | ------- | ------- |
| simbolo             | ♔ ♚     | ♕ ♛   | ♖ ♜   | ♗ ♝     | ♘ ♞     |
| Italiano e Spagnolo | R       | D     | T     | A       | C       |
| Ceco                | K       | D     | V     | S       | J       |
| Danese              | K       | D     | T     | L       | S       |
| Esperanto           | R       | D     | T     | K       | Ĉ       |
| Finlandese          | K       | D     | T     | L       | R       |
| Francese            | R       | D     | T     | F       | C       |
| Greco               | Ρ       | Β     | Π     | Α       | Ι       |
| Indonesiano         | R       | M     | B     | G       | K       |
| Inglese             | K       | Q     | R     | B       | N (Kt)  |
| Islandese           | K       | D     | H     | B       | R       |
| Lettone             | K       | D     | T     | L       | Z       |
| Olandese            | K       | D     | T     | L       | P       |
| Polacco             | K       | H     | W     | G       | S       |
| Portoghese          | R       | D     | T     | B       | C       |
| Russo               | Кр (Kr) | Ф (F) | Л (L) | С (S)   | К (K)   |
| Svedese             | K       | D     | T     | L       | S       |
| Tedesco             | K       | D     | T     | L       | S       |